# Veraguasmango
Veraguasmango (Anthracothorax veraguensis) är en fågel i familjen kolibrier.

## Utbredning och systematik
Fågeln förekommer i västra Panama (Chiriquí till södra Coclé) och på angränsande öar. Den behandlas som monotypisk, det vill säga att den inte delas in i några underarter.

## Status
IUCN kategoriserar arten som livskraftig.

## Namn
Veraguas är en provins i västcentrala Panama.